# Матилда Кшесинска
Матилда Кшесинска (на полски: Matylda Maria Krzesińska; на руски: Матильда Феликсовна Кшесинская) е руска балерина и педагог с полски произход; примабалерина на Мариинския театър, заслужила артистка на Императорските театри. Известна е с връзките си с императорското семейство Романови. От 1890 г. до 1894 г. е любовница и фаворитка на бъдещия император Николай II, съпруга на великия княз Андрей Романов (от 1921 г.), княгиня Романовска-Красинска (от 1935 г.), майка на Владимир Красински.
Тя е 13-ото дете в семейството. Нейният баща Феликс Кшесински пристига от Варшава и се заселва в Петербург. След събитията от 1917 г. Матилда напуска Русия. През 1925 г. сменя вярата си от католическа на православна с приемно име Мария. През 1929 г. отваря свое балетно студио в Париж. Нейният брат, Йосиф Кшесински, остава в Русия и танцува в Кировския театър до смъртта си през 1942 г. по време на блокадата на Ленинград. Матилда Кшесинска доживява до почти 100 години.